# Partido Liberación Nacional

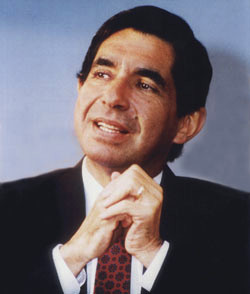
Óscar Arias Sánchez var Costa Rica president 1986-1990 och 2006-2010.

Partido Liberación Nacional (spanska för Nationella frihetspartiet), vanligtvis förkortat till PLN är ett politiskt parti i Costa Rica. Partiet är medlem av socialistinternationalen.
PLN grundades av José Figueres Ferrer 1951, kort efter det costaricanska inbördeskriget. Det blev snabbt ett av de mer inflytelserika partierna i landet. År 2002, för första gången i historien, förlorade det sitt andra val i rad. Partiet fick endast 27 procent av rösterna och 17 av 57 platser i den lagstiftande församlingen. Vid presidentvalet samma dag besegrade dock partiets kandidat, Rolando Araya Monge, sin motståndare Abel Pacheco. Han erhöll 31 procent av rösterna, vilket är den lägsta siffran i partiets historia. 
Några av de mest drivande och populära ledarna som har styrt över landet kommer från PLN. Bland dessa inbördeskrigshjälten José Figueres Ferrer och mottagaren av Nobels fredspris, Óscar Arias Sánchez. 
Den 5 februari, i 2006 års parlamentsval, vann partiet 25 av 57 platser och dess presidentkandidat, Óscar Arias Sánchez, vann samma dag med 41 procent av rösterna.